# Translocation (génétique)
La translocation est un réarrangement chromosomique caractérisé par l'échange réciproque de matériel chromosomique entre des chromosomes non homologues, c'est-à-dire n'appartenant pas à la même paire.
Si la translocation n’entraîne pas de perte de matériel chromosomique et donc de gènes, elle est qualifiée d’équilibrée ou de balancée. Aucune conséquence phénotypique directe n'apparaît chez le premier individu porteur de la translocation. Un risque de trisomie et de monosomie partielles existe cependant pour la descendance si les cellules germinales sont également porteuses de cette altération. Il peut toutefois arriver que les points de cassure d'une translocation se situent à l'intérieur d'un gène important, provoquant une interruption de ce gène. Dans ce cas, cette translocation même si elle est équilibrée peut être causale d'un syndrome pathologique ou d'une anomalie phénotypique chez le porteur.
Si la translocation implique une perte ou un gain de matériel chromosomique et par conséquent une perte ou un gain de certains gènes, elle est qualifiée de déséquilibrée. Un risque important de malformation congénitale et/ou de retard mental existe pour le premier individu atteint par cette translocation.

## Origine
Une translocation se produit généralement lors de la méiose cellulaire. Cependant, certaines translocations rarissimes se produisent lors de la mitose cellulaire.

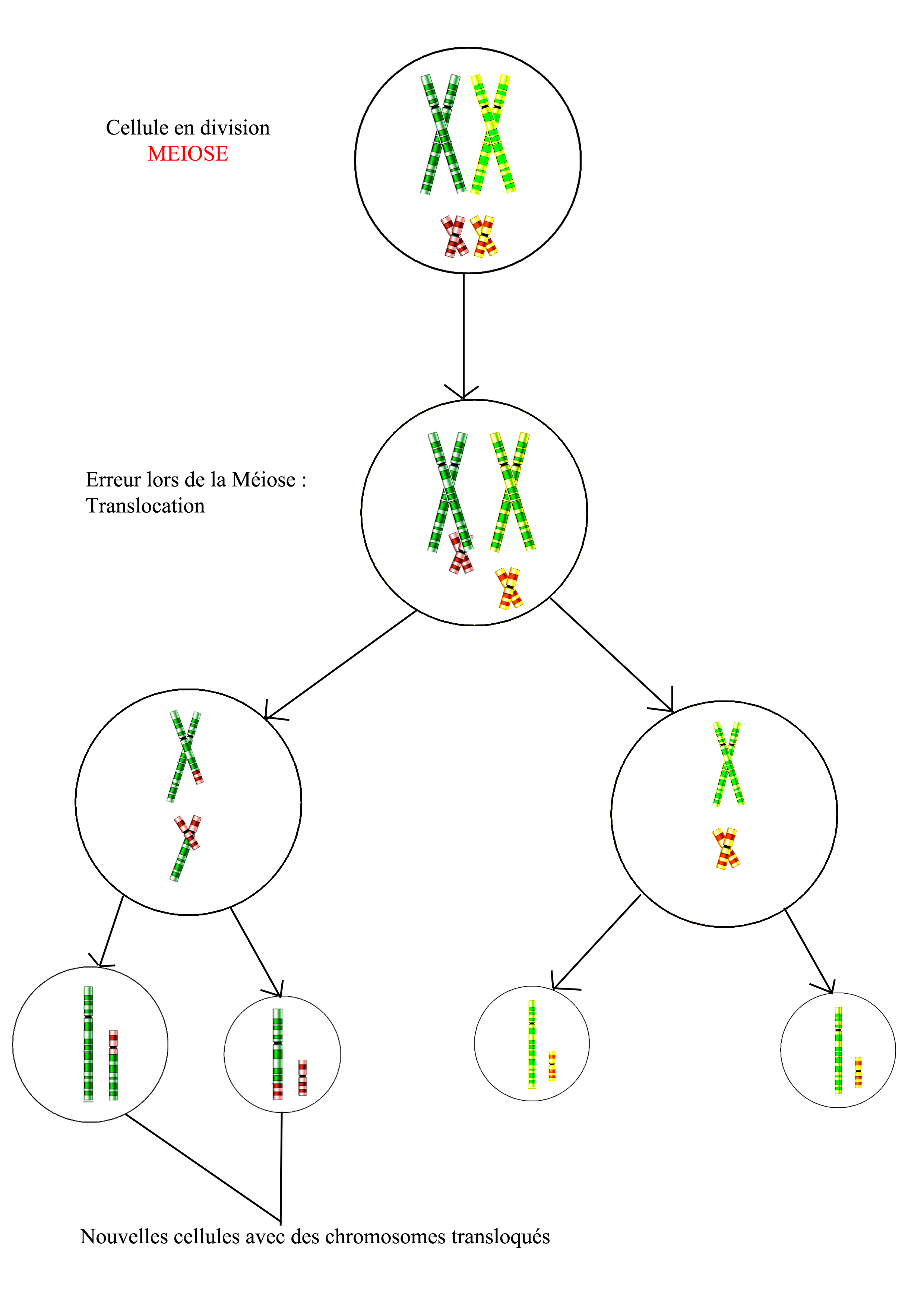
Cas possible de cellules filles obtenues avec une translocation lors de la méiose

## Notation
Une translocation chromosomique est notée de la manière suivante en nomenclature internationale :
t(A;B)(p1;q2)
- La partie t(A;B) spécifie que la translocation concerne les chromosomes des paires A et B.
- La partie (p1;q2) est facultative. Elle précise les points de cassure respectifs sur les chromosomes concernés et spécifiés précédemment, à savoir que p1 indique une région sur le chromosome A et q2 sur le chromosome B. Les préfixes de région p et q désignent respectivement les bras court et long des chromosomes. Les nombres qui suivent ces préfixes correspondent au numéro de région, de bande ou de sous-bande (cf. aussi la notion de locus).

La notation der(A) désigne en outre le chromosome dérivé du chromosome A initial, à savoir l’ensemble formé, d’une part, par le chromosome A privé de la partie échangée et, d’autre part, par la partie externe au chromosome A initial et intégrée à la partie résultante précédente du fait de la translocation courante.

## Translocation réciproque

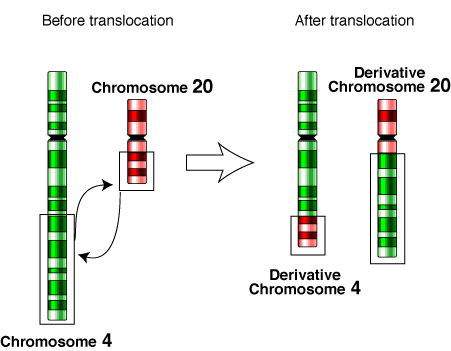
Translocation réciproque.

Le porteur d’une telle translocation a un caryotype anormal mais équilibré noté : 46,XY,t(4,20).
Pendant la méiose (processus menant à la formation des gamètes), le porteur d’une translocation réciproque verra se former dans ces cellules germinales un quadrivalent à la place d’un bivalent.
Par exemple, si la translocation a lieu entre les chromosome 4 et 20, le quadrivalent correspond à l’association de quatre parties :
- l’unique chromosome 4 ;
- le chromosome der(4) (chromosome 4 dérivé de la translocation) ;
- le chromosome der(20) ;
- l’unique chromosome 20.

Ceci peut poser un problème lors de la ségrégation des chromosomes à la fin de la première division de méiose.

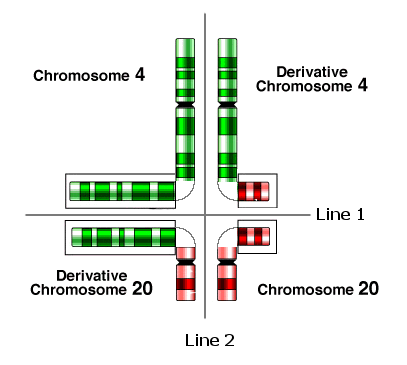
Quadrivalent créé lors de la méiose.

En effet, il peut y avoir une ségrégation mettant d'une part les chromosomes 4 et 20 dans la même cellule fille et d'autre part les chromosomes der(4) et der(20) dans l'autre cellule fille (ségrégation selon le mode alterne). Si l’enfant à naitre est issu du premier gamète cité, alors son caryotype sera normal ; si l’enfant à naitre est issu du deuxième gamète cité, alors il aura le même caryotype que son parent atteint, à savoir : 46,X.,t(4,20), correspondant à un caryotype anormal mais équilibré.
Cependant, la ségrégation peut également se faire suivant la ligne 1 ou la ligne 2 (cf. le schéma ci-dessus), aboutissant à la formation de gamètes déséquilibrés (gamètes ayant reçu les chromosomes 4 et der(20) ou der(4) et 20). Dans ces cas, le descendant issu de l'un ou l'autre de ces gamètes sera porteur d'une trisomie et d'une monosomie partielles pouvant être à l'origine d'anomalies congénitales pathologiques importantes. Les anomalies ainsi transmises sont parfois non viables et peuvent être la cause de problèmes d'infertilité ou de fausses couches à répétition chez un couple dont un des partenaires est porteur.

## Translocation robertsonienne
Il s'agit d'une anomalie de structure caractérisée par la fusion de deux chromosomes acrocentriques (type de chromosomes dont le centromère se situe à l'extrémité du bras q (ou bras long), le bras court est très petit et se présente sous la forme d'une masse condensée appelée satellite; celle-ci est rattachée au chromosome par une zone de restriction secondaire) par recombinaison non réciproque entre deux chromosomes homologues ou non homologues.